# ES Wasquehal
Die Entente Sportive de Wasquehal oder kurz ES Wasquehal ist ein französischer Fußballverein aus Wasquehal, nahe der belgisch-französischen Grenze zwischen Lille, Roubaix und Tourcoing gelegen. Seit seiner Fusion 2017 führt der Wasquehal Football dessen Tradition fort.
Die Vereinsfarben sind Rot und Weiß; Heimstadion ist gegenwärtig der örtliche Complexe sportif Lucien-Montagne, der eine Zuschauerkapazität von 500 Plätzen aufweist. (Stand: Januar 2013)

## Geschichte
Die ES Wasquehal entstand 1945 durch die Fusion zweier örtlicher Vereine, die schon vor dem Zweiten Weltkrieg existiert hatten, der Union Sportive (gegründet 1924 – dieses Jahr gibt die ESW in der Gegenwart als ihr Gründungsdatum an) und der Association Sportive. 1940 hatten sich diese beiden bereits mit anderen Sportklubs der Gemeinde zu Sports Réunis de Wasquehal zusammengeschlossen, eine 1945 wieder beendete „Zweckehe“, um unter den einschränkenden Bedingungen von Krieg und deutscher Besatzung den Sportbetrieb aufrechterhalten zu können.
In den ersten gut vier Jahrzehnten traten die Fußballer der ES Wasquehal im regionalen Spielbetrieb an, zuletzt in der Division d’Honneur, aus der sie 1988 in die landesweite Amateurliga aufstiegen. 1997 erfolgte der Aufstieg in die professionelle zweite Division. Ab diesem Zeitpunkt musste die Kampfmannschaft aus dem nicht ligatauglichen, 2.900 Plätze umfassenden, heimischen Stade Arthur-Buyse in das Stadium Nord im benachbarten Villeneuve-d’Ascq umziehen, in dem sie auch nach ihrem Wiederabstieg 2003 zunächst noch weiter spielte.

## Ligazugehörigkeit und Erfolge
Profistatus hat die ES Wasquehal von 1997 bis 2004 besessen; in den ersten sechs Jahren dieses Zeitraums gehörte sie der Division 2 (seit 2002 Ligue 2 genannt) an. In der höchsten französischen Liga war sie bisher noch nie vertreten. In der Saison 2013/14 spielt die erste Mannschaft des Vereins in der fünftklassigen Amateurliga CFA2.
Ihre bislang beste Abschlussplatzierung erreichte sie in der Zweitligasaison 2000/01, als sie Rang 13 belegte. Als Titel kann sie eine Drittligameisterschaft (1997) verbuchen; außerdem erreichten die Fußballer im Landespokalwettbewerb 2001 und 2003 jeweils das Achtelfinale.
Eine von der Stadtverwaltung gewünschte Fusion mit dem Stadtrivalen Capreau Sport Wasquehal scheiterte am Widerstand der Mitglieder des Letztgenannten. Daraufhin schlossen sich im Sommer 2017 die ESW und der Wasquehal Futsal Club zum neuen Verein Wasquehal Football zusammen. Er tritt 2017/2018 in der fünften Liga (National 3) an.

## Bekannte ehemalige Spieler und Funktionäre
- Pascal Cygan, als Jugendlicher und Amateurspieler bis 1995 sowie als Sportdirektor ab 2013 bei ESW
- Robert Malm, 2001/02 Spieler bei ESW
- Alassane Pléa, 2008/09 im Juniorenbereich